# Ministerium für Kultur (DDR)
Das Ministerium für Kultur (MfK) in der DDR wurde 1954 gebildet und mit der Wiedervereinigung Deutschlands im Oktober 1990 aufgelöst.

## Geschichte und Zuständigkeit
Mit dem Erlass des  Ministerrates  vom 7. Januar 1954 wurde das Ministerium für Kultur geschaffen. Unter der Leitung von Johannes R. Becher als erstem Minister übernahm es die Rolle der 1951 gegründeten Staatlichen Kommission für Kunstangelegenheiten und vereinte zudem die Zuständigkeiten des Amtes für Literatur und Verlagswesen und des Staatlichen Komitees für Filmwesen. Seine Hauptaufgabe war die Sicherstellung einer einheitlichen Kulturpolitik – Literatur, Literaturpolitik, Verlagswesen, Buchhandel, Filmwesen, Theater, Musik, angewandte und bildende Künste, Unterhaltungs- und Volkskunst, Veranstaltungswesen – im Sinne der SED-Parteibeschlüsse.
Das Ministerium wurde mehrfach umstrukturiert. Es bestanden unter anderem die Abteilungen HV Verlage und Buchhandel, HV Film, HA Darstellende Kunst, Musik und Volkskunst, HA Bildende Kunst und Museen.
Direkt unterstellt waren die Deutsche Staatsoper Berlin, das Deutsche Theater, der Staatszirkus der DDR, die Staatlichen Museen zu Dresden und Berlin sowie sämtliche künstlerischen Hoch- und Fachschulen.

## Minister
- Johannes R. Becher (SED, 1954–1958)
- Alexander Abusch (SED, 1958–1961)
- Hans Bentzien (SED, 1961–1966)
- Klaus Gysi (SED, 1966–1973)
- Hans-Joachim Hoffmann (SED, 1973–1989)
- Dietmar Keller (SED-PDS, 1989–1990)
- Herbert Schirmer (CDU, 1990)

## Staatssekretäre/1. Stellvertretende Minister
- Fritz Apelt (SED, 1954–1956)
- Erich Wendt (SED, 1957–1965†)
- Horst Brasch (SED, 1965–1969)
- Dieter Heinze (SED, 1969–1973)
- Kurt Löffler (SED, 1973–1988)
- Dietmar Keller (SED, 1988–1989)

## Stellvertretende Minister
- Hans Pischner (SED, 1956–1963)
- Bruno Haid (SED, 1965–1973), Leiter der Hauptverwaltung Verlage und Buchhandel
- Werner Rackwitz (SED, 1969–1981)
- Hans Starke (SED, 1974–1976), Leiter der Hauptverwaltung Film
- Horst Pehnert (SED, 1976–1989), Leiter der Hauptverwaltung Film
- Dietmar Keller (SED, 1984–1988)
- Klaus Höpcke (SED, 1973–1989), Leiter der Hauptverwaltung Verlage und Buchhandel